# Withius nanus
Withius nanus är en spindeldjursart som beskrevs av Volker Mahnert 1988. Withius nanus ingår i släktet Withius och familjen Withiidae. Inga underarter finns listade i Catalogue of Life.